# Danthonia californica
Danthonia californica är en gräsart som beskrevs av Henry Nicholas Bolander. Danthonia californica ingår i släktet knägrässläktet, och familjen gräs. Inga underarter finns listade i Catalogue of Life.

## Bildgalleri

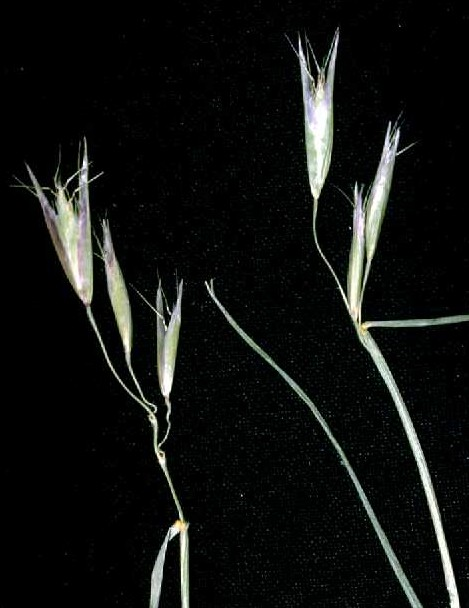